# Париж — Брест — Париж
Париж — Брест — Париж (фр. Paris–Brest–Paris) — тысячадвухсоткилометровый веломарафон от Парижа до Бреста и обратно. Считается старейшей регулярной велогонкой, первая состоялась в 1891 году. Гонки среди профессионалов проводились раз в 10 лет до 1951 года, в настоящее время каждые 4 года организуется любительский бревет с лимитом в 90 часов.

## История
Впервые гонка Париж-Брест-Париж, которая тогда называлась «Paris-Brest et retour» (Париж—Брест и обратно), состоялась в 1891 году, её организаторами были клуб Audax Club Parisien и газета «Le Petit Journal». Старт был дан на юго-западе Парижа, а дальше 207 участников направились на запад, к Атлантическому океану, преодолевая 600 километров до портового города Бреста, после чего им предстояло вернуться по тому же маршруту.
В 1891 году люди ещё не осознали всех своих возможностей в седле велосипеда, но велосипедное движение набирало обороты, и этот вид спорта становился всё более популярным не только среди мужчин, но и среди женщин. Гонки на велодромах собирали толпы зрителей, на улицах европейских и американских городов уже довольно часто можно было встретить велосипедистов, однако велосипед как средство преодоления больших расстояний пока ещё не рассматривался всерьез. При этом попытки были – это касалось и автогонок, и велогонок, но плохие дороги и общая неподготовленность спортсменов и техники раз за разом приводили к неудачам. Ухабистые дороги были губительны для конструкции велосипедов, спортсмены получали травмы – но всё это не останавливало искателей приключений, как профессиональных гонщиков, то есть тех, кто зарабатывал деньги участием в гонках, так и любителей, которые выбрали велосипед для прогулок и ведения здорового образа жизни. Провести чёткую границу между ними в то время было сложно, так как профессионалы часто участвовали в любительских соревнованиях, даже если им приходилось регистрироваться под вымышленными именами.
В том же 1891 году впервые состоялась гонка Париж-Бордо протяженностью 572 километра, которая привлекла пристальное внимание общественности. Газетные тиражи выросли, и этот факт не укрылся от редактора Le Petit Journal Пьера Жиффара, который сам был любителем велоспорта. Также он заметил, что лучший француз на Париж-Бордо был всего лишь пятым, а первые четыре места заняли иностранные гонщики.
Гонка Париж-Брест-Париж была анонсирована летом 1891 года. Жиффар заявлял, что это будет величайшее испытание надёжности велосипедов и воли гонщиков. По сравнению с этой затеей двадцатисемичасовое преодоление пути от Парижа до Бордо казалось детской игрой. К участию в тысячадвухсоткилометровом марафоне допускались только французские гонщики и только мужчины. Каждый из них мог заплатить десяти помощникам, которые располагались по маршруту, чтобы оказать техническую или другую помощь, но лишь несколько гонщиков, пользовавшихся спонсорской поддержкой, могли позволить себе такую роскошь. Велосипеды помечались на старте, менять их запрещалось. Машин сопровождения не было – они появятся только через несколько лет, поэтому гонка контролировалась наблюдателями, которые перемещались на поездах и связывались между собой по телеграфу. На гонке также работали репортеры, которые посылали в Париж отчеты о ходе соревнования, чтобы зрители постоянно были в курсе событий.
Сразу же появились первые спонсоры – производители пневматических велосипедных шин хотели продемонстрировать любителям велоспорта, что их продукция превосходит по качеству безвоздушные шины конкурентов. Пневматические колёса появились в 80-е годы XIX века, когда стал набирать популярность низкий велосипед. Шотландский ветеринар Джон Данлоп во время починки трёхколёсного велосипеда своего сына обнаружил, что шина с внутренней трубкой, накачанной сжатым воздухом, не только смягчает ход, но и повышает скорость примерно на треть. Пневматические шины были запущены в производство, но очень дорого стоили, к тому же заменить их мог только профессиональный механик. В 1891 году Эдуар Мишлен предложил сменную шину. Наружная оболочка крепилась к колесу с помощью ряда зажимов под ободом. Клей при этом не требовался, и велосипедист сам мог снять и заменить шину с помощью простейших подручных средств.
Гонка была организована с размахом – пелотон ехал в Брест не по просёлочным дорогам, а по «Большой западной дороге», которая сейчас известна как Route Nationale 12. Маршрут проходил через города La Queue-en-Yveline, Mortagne-au-Perche, Pré-en-Pail, Laval, Montauban-de-Bretagne, Saint Brieuc и Morlaix, в каждом из которых все гонщики обязаны были останавливаться и отмечаться на пунктах контроля. У каждого из них была своя специальная книга, в которую они собирали подписи и печати. Никто не имел ни малейшего представления о том, сколько времени займёт прохождение всей дистанции, и многие пессимисты даже предрекали, что гонщики непременно поплатятся своей жизнью, пытаясь преодолеть этот путь. На старт изначально заявились более четырёх сотен гонщиков, но на многих, видимо, подействовала газетная шумиха и мрачные прогнозы, и в итоге 6 сентября 1891 года пелотон состоял из 207 (по другим данным – 206) человек, десять из которых стартовали на трёхколёсных велосипедах, а двое на тандеме. Среди них были и профессионалы, и любители.
Несмотря на все опасения, гонка Париж-Брест-Париж имела огромный успех у прессы и публики. Победитель – Шарль Террон (Charles Terront) – финишировал в Париже через три дня после старта. Несмотря на ранний час, его горячо приветствовали десять тысяч зрителей. Время победителя составило 71 час 37 минут 8 секунд, и он на 8 минут опередил своего ближайшего конкурента Жьеля Лаваля (Jiel Laval), который всё же не выдержал и остановился в последнюю ночь, чтобы поспать. Террон же провёл трое суток без сна и финишировал практически в бреду от усталости. Его средняя скорость по дороге в Брест составила 17,59 км/ч, а на обратном пути – 16,78 км/ч. В ходе гонки он пять раз прокалывал шины, но с успехом заменял их, и по итогам марафона шины Michelin завоевали безоговорочное признание.
Из 207 стартовавших гонщиков до финиша добралось 99, остальные сошли в ходе гонки по разным причинам. Сотня «выживших» мужественно добиралась до Парижа ещё в течение семи дней. Денежное вознаграждение получили гонщики, занявшие места вплоть до 17-го, но все те, кто финишировал, стали героями и примером мужества и упорства.
Гонка Париж-Брест-Париж стала настолько масштабным событием, что проводить её решено было только один раз в десять лет, несмотря на очевидную выгоду для газет. Здесь сыграли роль и организационные проблемы, и невероятный уровень этой гонки, — её создатели посчитали, что гонщикам не под силу будет участвовать в ней каждый год, и что каждому гонщику хватит и одного участия в Париж-Брест-Париж в спортивной карьере. Однако легенда родилась сразу и тут же начала обрастать интересными деталями. Так, например, парижскими кондитерами было изобретено пирожное «Париж-Брест» — кольцо с заварным кремом, напоминающее (условно, конечно), велосипедную покрышку. Рецепт этот популярен до сих пор.
В следующий раз марафон состоялся в 1901 году, организатором был легендарный Анри Дегранж, а главным спонсором стала газета L'Auto-Velo. На этот раз гонщики-профессионалы и любители были разделены: первые стартовали на 17 минут раньше велотуристов, и зачёт у них был разный. К старту также были допущены иностранцы. Как и за десять лет до этого, гонщикам разрешалось иметь помощников, расставленных вдоль маршрута.
Победителем Париж-Брест-Париж-1901 стал Морис Гарен, который к тому моменту уже был победителем двух версий Париж-Рубэ, и которому ещё только предстояло стать первым победителем Тур де Франс. Гарен преодолел дистанцию за 52 часа 11 минут, опередив своего ближайшего преследователя Гастона Ривьерра (Gaston Rivierre) на 1 час 55 минут. Основным соперником Гарена считался Люсьен Лесна (Lucien Lesna), который лидировал первую половину гонки, преодолевая маршрут со средней скоростью 28 км/ч и имея в Бресте двухчасовое преимущество. Однако в Ренне он остановился, чтобы отдохнуть и принять ванну, и так и не смог продолжить гонку, а Гарен первым прибыл в Париж. Сход Лесна и другой знаменитости – Иполитта Окутирье дал повод для жестоких насмешек соперников: «Они наверное, забыли, что в Бресте надо повернуть и вернуться в Париж». Легендарной стала и фраза Гарена, произнесённая на финише - «J'arrive trôp tot, il n'y a encore personne» (с фр. «По-моему, я прибыл слишком рано, ещё никого нет»).
Первым из велотуристов стал некто Розье (Rosiere), преодолевший дистанцию за 62 часа 26 минут. Последним на дистанции стал шестидесятипятилетний гонщик Пьер Руссе (Pierre Rousset), которому потребовалось более 200 часов, чтобы закончить гонку.
Спустя ещё десять лет, в 1911 году, правила изменились, что, безусловно, было данью правилам таких гонок, как Тур де Франс и Джиро. Гонщикам запретили принимать помощь от специально нанятых ассистентов между пунктами контроля, но профессионалам разрешили менять велосипеды. Велосипеды любителей же по-прежнему помечались, чтобы избежать замены. Изменилась и тактика ведения этой необычной гонки: теперь профессионалы предпочитали держаться одной группой хотя бы до Бреста, а уже потом образовывались разрывы. Победителем стал Эмиль Жорж (Emile Georget) со временем 50 часов 13 минут, он опередил Октава Лапиза (Octave Lapize) на 21 минуту. Победитель среди любителей был дисквалифицирован за нарушение правил, и победа в этой категории была присуждена сразу двум гонщикам – Огюсту Рингевалю (Auguste Ringeval) и… Морису Гарену, который таким образом стал единственным двукратным победителем Париж-Брест-Париж в истории (и десять лет спустя он снова принимал участие в гонке).
В 1921 году состав участников гонки был невелик – всего 43 профессионала и 63 велотуриста – сказались последствия Первой мировой войны. В правила снова были внесены изменения: увеличилось число контрольных пунктов, о местонахождении которых гонщики не знали, что должно было исключить возможность жульничать. Победителем гонки впервые стал иностранец – бельгиец Луи Моттиа (Louis Mottiat), проехавший дистанцию за 55 часов 7 минут и, по легенде, последние 50 километров дистанции подпитывавший свои силы вином, из-за чего на финише он был абсолютно пьян. Вторым стал Эжен Кристоф, которому из-за поломки часть дистанции пришлось ехать на велосипеде, одолженном у зрителя (пока менеджер его команды не доставил ему гоночный велосипед).
Спустя два года, в 1923 году была создана французская Федерация сообществ велотуристов (Federation Francaise des Societes de Cyclotourisme (FFSC), которая в 1942 году была преобразована в Федерацию велотуризма (Federation Francais de Cyclotourisme) – она действует до сих пор. Эта организация сыграла значительную роль в появлении собственных правил для любителей на маршруте гонки Париж-Брест-Париж, так как организаторы явно отдавали предпочтение профессионалам. Любители разделились на две категории – одни гонщики преодолевали дистанцию фиксированными группами примерно по 10 человек (категория audax), те же, кто был против ограничений, ехали в свободном темпе (allure libre), и их стали называть randonneurs. К участию в гонке допускались те, кто мог подтвердить, что проехал 300 км на велосипеде и 200 км на тандеме. Для них устанавливался временной лимит – 96 часов.
Те же, кто предпочел категорию audax, должны были стартовать по тому же маршруту на следующий день. Спортивное общество Union des Audax Parisiens отказывалось допускать на старт тандемы и женщин, отдавая дань духу товарищества, который должен был проявиться при работе в группе гонщиков. Девиз этой гонки звучал как «один за всех, все за одного», и её прохождение ничем не напоминало гонку альтернативную гонку любителей.
В 1931 году на старт Париж-Брест-Париж вышли всего двадцать восемь профессионалов и более 150 любителей – 62 предпочли ехать в свободном темпе, 91 выбрали категорию audax. Гонка сопровождалась ужасными погодными условиями и стала поистине эпической. Одним из фаворитов был знаменитый люксембуржец Николя Франтц, ехавший на велосипеде с двухскоростным переключателем, но он сошёл после Бреста. Победитель, австралиец Хьюберт Опперман (Hubert Opperman) показал время в 49 часов 23 минуты, опередив в спринте Марселя Бидо (Marcel Bidot). Опперман уже был известным в мире велогонщиком, но эта победа сделала его настоящим героем для французов. По некоторым сведениям, Опперман называл секретом своего успеха сельдерей – за гонку он съел пять килограммов этого овоща. После гонки Оппермана ждало неприятное известие – его спонсор обанкротился, и бонусов за победу ему не досталось.
Всего до финиша добрались 44 человека, в том числе четыре смешанных тандема, один мужской тандем и два женских (последние не вписались во временной лимит на 35 минут и не были квалифицированы). Мадам Жермен Дани (Germaine Danis), управлявшая тандемом вместе со своим мужем Жаном, стала первой женщиной, пересёкшей финишную черту этой гонки. А мадемуазель Полет Вассар (Mlle Vassard) в свою очередь стала первой женщиной, которая в одиночку финишировала на Париж-Брест-Париж. Сестры Питар (Pitard) на своём тандеме впоследствии выходили на старт в 1948 и в 1951 гг.
Из-за Второй мировой войны в 1941 году гонка не состоялась: основная проблема заключалась в том, что гонщикам нельзя было ехать ночью, так как они нарушили бы строгий комендантский час. В последующие годы Брест оказался в эпицентре бомбардировок и был разрушен на 80%, так что жителям явно было не до велогонок. Однако война кончилась, и было решено провести гонку Париж-Брест-Париж и в 1948, и в 1951 гг., чтобы вернуться к традиционным срокам.
В 1948 году на старт вышли 189 велолюбителя, в том числе четыре мужских тандема и 11 смешанных. На финиш прибыли 152 человека, первым из которых стал Рене Бернар (René Bernard), преодолевший дистанцию за 51 час 15 минут. Среди тандемов было установлено время 49 часов 20 минут. Что касается профессионалов, то их на старте было 52, и лишь 11 из них добрались до финиша. Выиграл гонку Альберт Хендрикс  (Albert Hendrickx), его время составило 41 час 36 минут.
В 1951 году профессионалы в последний раз участвовали в гонке Париж-Брест-Париж. Из года в год их численность неизменно сокращалась: в 1951 году их было 41, и они представляли 10 профессиональных команд. Выиграл в тот год Морис Дио (Maurice Diot), установивший рекорд всех времён – 38 часов 55 минут.
А вот любители наоборот все активнее принимали участие в марафоне. В 1951 году было подано почти 500 заявок, на старт вышли 8 женщин на индивидуальных велосипедах, 3 мужских тандема и 14 смешанных. В общей сложности на финиш прибыло более 350 человек, и стало понятно, что данная гонка меняет свою ориентацию с профессиональных гонщиков на гонщиков-любителей. Если первые неуклонно теряли к ней интерес, то велотуристы наоборот с большим удовольствием штурмовали сверхдлинную дистанцию. Организаторы планировали провести гонку и в 1956, и в 1961 гг., но оба раза её пришлось отменить в виду отсутствия заявок от профессионалов. Гонщики не могли позволить себе готовиться к такому серьёзному испытанию, минуя уже ставшие их привычным хлебом гонки. Они могли заработать гораздо больше денег на других соревнованиях, которые не требовали таких колоссальных затрат сил, на соревнованиях, которые подразумевали, что они будут спокойно спать каждую ночь – в постели, а не на обочине. Таким образом, профессиональная эпоха на Париж-Брест-Париж закончилась в 1951 году.
Любительские версии гонки обеих категорий проводились регулярно – в 1931, 1948, 1951, 1956, 1961, 1966, 1971, 1975, 1979, 1983, 1987, 1991, 1995 и 1999 годах. В 1971 году любители в последний раз соревновались параллельно: приверженцы строгого стиля audax, 330 человек, разделённые на 17 групп, стартовали за 4 дня до основной гонки и должны были финишировать в лимите, составлявшем 90 часов. В категории allure libre стартовали 328 человек. В 1975 году было решено проводить соревнования велотуристов каждые 4 года, в то время как в категории audax установился пятилетний интервал. Этот же год стал последним, когда Париж-Брест-Париж проводился по главным дорогам и ознаменовался гибелью двух спортсменов на дистанции. При этом количество участников росло – в 1975 году на старт вышли 714 человек, через 4 года уже более 1700, и далее число гонщиков перевалило за 2 тысячи. В 1979 году официально были введены так называемые квалификационные бреветы – желающие попасть на гонку должны были сначала проехать 200, 300, 400 или 600 км, в зависимости от своей категории и вида своего велосипеда. Термин «бревет» произошёл от французского слова «brevet», означающего «диплом», «удостоверение» о прохождении дистанции. В более широком смысле это означает своего рода квалификацию в чем-либо.
В 1991 году гонка праздновала своё столетие, в честь чего на старт снова вышли обе категории любителей. В общей сложности на старт вышли более 3200 человек, закончили гонку 2500, и один из участников стал десятитысячным гонщиком, финишировавшим на Париж-Брест-Париж в истории. В качестве почётного гостя на гонке присутствовал победитель 1931 года Хьюберт Опперман.
В 2003 году участников было уже более 4-х тысяч, в 2007-м – более 5 тысяч, и организаторам для обеспечения безопасности участников пришлось ограничить их количество 3500. В 2015 году в гонке приняли участие 143 россиянина. В наше время (2018 год) зарегистрироваться на гонку можно через официальный сайт соревнований (следующая гонка состоится в 2019 году), и гонщики до сих пор обязаны проезжать квалификационные бреветы. Участникам также нужно внести вступительный взнос, составляющий 110 евро (плюс 30 евро за предварительную регистрацию на квалификацию), и победителем считается любой, кто доберётся до финиша в пределах 90 часов. Каждая гонка, несмотря на любительский статус, богата сюжетами и историями, на старт по-прежнему выходят мужчины и женщины самых разных возрастов, вплоть до 80 лет, на самых разных велосипедах. Организаторы даже учредили приз за самый оригинальный велосипед, костюм, посадку и прочие атрибуты. Кто-то останавливается на ночлег, кто-то пытается повторить подвиг Шарля Террона: за 110 лет суть гонки практически не изменилась.
С 1931 года, когда любительская гонка приобрела особый статус, на Париж-Брест-Париж финишировали 22 тысячи 445 велогонщиков. И хотя в официальном списке победителей Париж-Брест-Париж числится лишь семь  фамилий, и лишь семь  раз профессионалы выходили на старт, эта гонка не только выжила, но и стала колоссальным  спортивным и культурным событием, объединившим любителей велоспорта со всего мира. И в наши дни 1200 километров – это совершенно грандиозная дистанция, и в наши дни дух соревнования, дух товарищества, упорство, мужество и даже героизм являются движущими силами этой уникальной гонки.
В 1995 году впервые в истории Всемирного веломарафонского движения в этом веломарафоне участвовали россияне.
Вечером 21 августа 1995 года стартовало восемь российских участников и 
пятеро из них успешно финишировали: П. Мисник из Екатеринбурга, 
волгоградец Р. Осипов и все три представителя московского велоклуба «КАРАВАНА»: А. Кузнецов, М.
Силаев и С. Труфанов.

## Стартовые взносы и содержание услуг
Взносы на бревет «Париж—Брест—Париж» — 2011 для участников, проживающих во Франции, составляли 105 €, а для иностранцев — 110 €.
Пакет услуг ПБП-2011 включал:
- комплект документов, объясняющих работу ПБП-2011;
- маршрут;
- дорожную книжку для отметок на контрольных пунктах;
- электронный чип для наблюдения вашего движения, контроля после прохождения контрольных пунктов;
- подрамный номер;
- водонепроницаемый портфель для карточки участника и дорожной книжки;
- DVD-диск о ПБП-2011;
- 0,8-литровую фляжку с символикой;
- медаль суперрандоннёра (проехавшим серию марафонов 200 — 600 км);
- установку дорожных указателей  маршрута;
- установку указателей с маршрута до контрольных пунктов для машин сопровождения;
- доступ к контрольным пунктам и предлагаемым услугам (питание, ночлег, душ и т. д.);
- содействие и оказание медицинской  помощи на всех контрольных пунктах;
- поддержку со стороны официальных машин и мотоциклов;
- наблюдение за успехами через Интернет;
- возможность отправлять мини-фильмы на интернет-телевидение ПБП-2011;
- возвращение на родину после несчастного случая;
- лёгкий ужин в четверг после церемонии закрытия.

Победители (уложившиеся в лимит времени) ПБП-2011 получали:
- медаль ПБП-2011 с выгравированным временем пробега;
- брошюру результатов ПБП-2011.

## Победители
- 1891:  Шарль Террон
- 1901:  Морис Гарен
- 1911:  Эмиль Жорж
- 1921:  Луи Моттиа
- 1931:  Хьюберт Опперман
- 1948:  Альберт Хендрикс
- 1951:  Морис Дио